# Kumaromyia
Kumaromyia – wymarły rodzaj owadów z rzędu muchówek i rodziny Apsilocephalidae, obejmujący tylko jeden znany gatunek Kumaromyia burmitica.
Rodzaj i gatunek opisane zostały w 2011 roku przez Davida A. Grimaldiego i Martina Hausera. Opisu dokonano na podstawie inkluzji samicy pochodzącej z późnego albu lub cenomanu w kredzie, znalezionej w Mjanmie.
Muchówka o ciele długości około 2,7 mm. Głowę miała dużą, zaopatrzoną w duże, nagie, półkuliste oczy. Aparat gębowy cechowało labellum nieco większe od jednoczłonowych głaszczków. Czułki miały trójczłonowy biczyk z dwoma ostatnimi członami bardzo małymi. Owłosienie występowało tylko w części zapotylicznej, a pozostała część tułowia i odnóża miały tylko szczecinki. Tylna para nóg miała mały czopek na przedniej powierzchni uda oraz stopę tak grubą jak nasada goleni. Skrzydło miało około 2,5 mm długości, a jego użyłkowanie odznaczało się żyłką kostalną zakończoną między piątą gałęzią żyłki radialnej a pierwszą żyłki medialnej oraz rozbieżnymi czwartą i piątą gałęzią żyłki radialnej.